# Mercedes-Benz R-Klasse

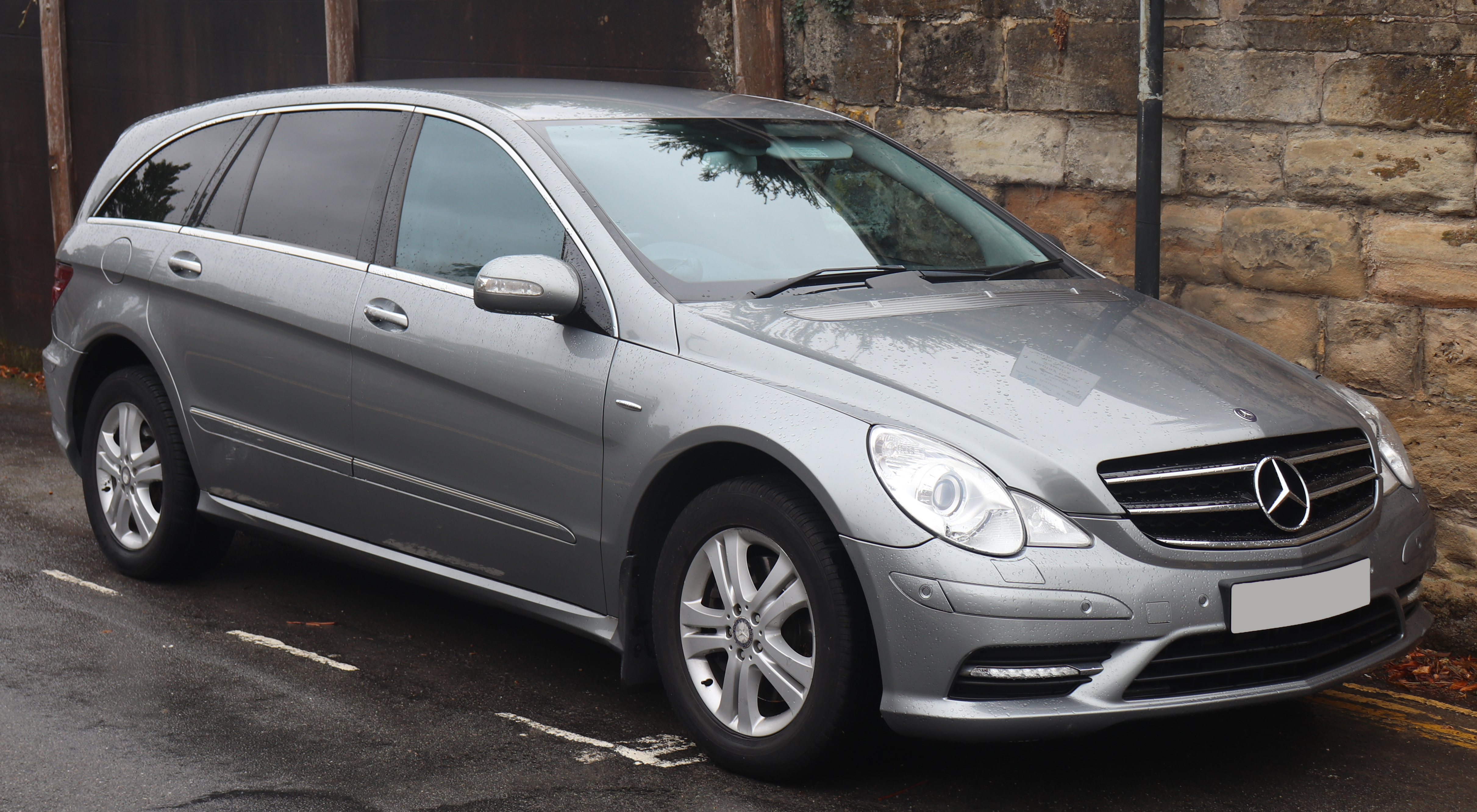
Mercedes R-Klasse

De Mercedes-Benz R-Klasse was een automodel dat in 2005 werd gelanceerd door Mercedes-Benz. Hij verving geen ander model en viel in een nieuwe voertuigenklasse, de Sports Tourer, waarvan de B-Klasse ook al deel uitmaakt. De R-Klasse was beschikbaar met twee benzinemotoren (272 of 306 pk) en één dieselmotor (224 pk).
De productie van dit model werd gestaakt vanwege de tegenvallende verkoop. De Mercedes-Benz R-Klasse werd net als de Mercedes Benz G-Klasse en M-Klasse gebouwd door Mercedes-Benz Tuscaloosa in de Verenigde Staten en in Mexico.